# Fritz Boden
Fritz Boden (* 4. Juli 1845 in Einbeck) war ein deutscher Wasserbauingenieur und preußischer Baubeamter, er zählt zu den Ideengebern für den Bau des Nord-Ostsee-Kanals.

## Leben
Fritz Boden studierte Ingenieurwissenschaften an der Polytechnischen Schule Hannover. 1865 wurde er dort Mitglied des Corps Slesvico-Holsatia. Nach Abschluss des Studiums und des Vorbereitungsdienstes trat er als Wasserbauingenieur in den preußischen Staatsdienst ein. Hier war er als Wasserbauinspektor und technischer Hülfsarbeiter bei der Bezirksregierung Schleswig tätig. 1890 wurde er auf die Wasserbauinspektor-Stelle in Glückstadt versetzt. 1893 wurde Fritz Boden der Charakter eines Baurats verliehen, später wurde zum Regierungs- und Baurat befördert.
Auf Initiative des Hamburger Reeders Hermann Dahlström entwickelte Boden den Plan für den Bau eines Kanals von Kiel-Holtenau nach Brunsbüttel, den er 1878 vorlegte. Nachdem es Otto von Bismarck gelungen war, Kaiser Wilhelm I. von der strategischen Notwendigkeit zu überzeugen, und die Anforderungen an den Kanal geklärt waren, billigte der Reichstag 1886 ein Gesetz zum Bau des Nord-Ostsee-Kanals, der in seiner Streckenführung weitgehend dem Plan Bodens folgte. Die Grundsteinlegung fand am 3. Juni 1887 durch Kaiser Wilhelm I. statt. Am 21. Juni 1895, also nach acht Jahren Bauzeit, wurde der Kanal durch Kaiser Wilhelm II. feierlich eröffnet.

## Auszeichnungen
- 1871 ernannte ihn das Corps Slesvico-Holsatia zum Ehrenburschen.
- 1895, vier Wochen nach der feierlichen Eröffnung des Nord-Ostsee-Kanals, wurde Fritz Boden der preußische Rote Adlerorden 4. Klasse verliehen.[4]